# Karol Świerczewski
Karol Świerczewski (Varsavia, 22 febbraio 1897 – Jabłonki, 28 marzo 1947) è stato un generale e politico polacco.

## Biografia
Dal 1936 al 1938 fu comandante delle Brigate Internazionali, con il nome di battaglia di Walter, durante la guerra civile spagnola.
Nel 1942 fu uno degli organizzatori dell'esercito polacco nell'Unione Sovietica. Tra il 1944 e il 1945 fu comandante della Seconda Armata dell'esercito popolare polacco.
Per ben due volte fu insignito del titolo di Eroe dell'Unione Sovietica, trai pochissimi cittadini non sovietici ad averlo mai ricevuto. 
Fu ucciso nel 1947 in un'imboscata dall'Esercito insurrezionale ucraino (UPA) come vendetta per le conseguenze dell'Operazione Vistola.